# یواس‌اس فریهولد (اس‌پی-۳۴۷)
یواس‌اس فریهولد (اس‌پی-۳۴۷) (به انگلیسی: USS Freehold (SP-347)) یک کشتی بود که طول آن ۱۱۰ فوت ۱ اینچ (۳۳٫۵۵ متر) بود. این کشتی در سال ۱۹۰۳ ساخته شد.